# Can Perera
Can Perera és una masia del poble de Bigues al sector central-occidental del terme municipal de Bigues i Riells, al nord-oest del Rieral de Bigues. És a l'esquerra del Tenes, a prop i al nord-est de les Barbotes i de Can Noguera, i al sud-oest del Turó del Rull. Està inclosa a l'Inventari del patrimoni cultural i en el Catàleg de masies i cases rurals de Bigues i Riells.
S'hi accedeix per una pista rural en bon estat que arrenca del punt quilomètric 23,8 de la carretera BP-1432, des d'on surt cap al nord i en uns 250 metres mena fins a la masia de Can Perera. Prop de la masia va ser trobat un jaciment d'època romana, que remet a una vil·la fruit de la romanització del país.